# Rødven stavkirke

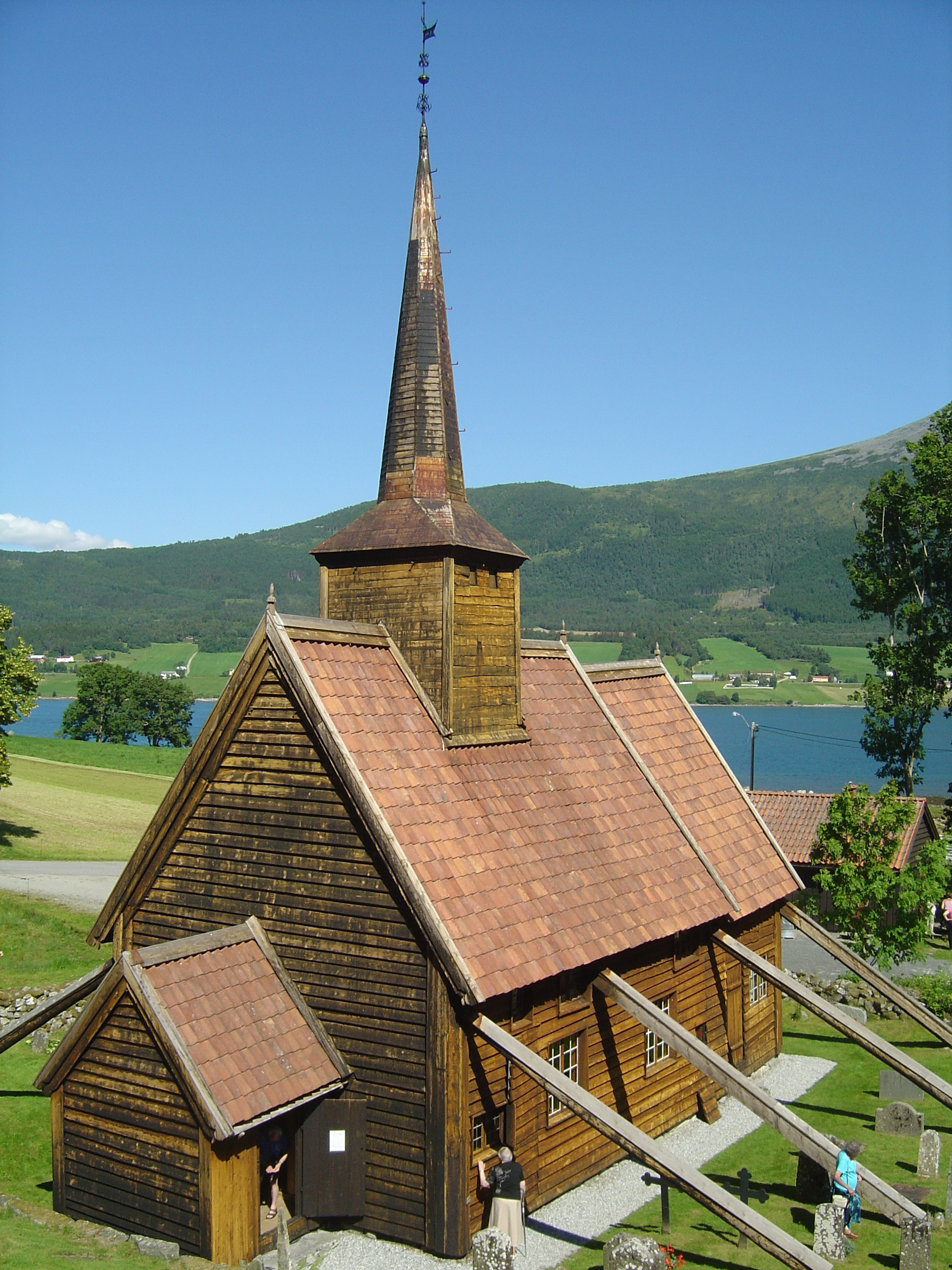
Rødven stavkirke – léto 2006

Rødven stavkirke je dřevěný roubený kostel skandinávského typu (stavkirke), nacházející se v osadě Rødven (v blízkosti města Rauma, v okrese Møre a Romsdal) v Norsku.
Kostel je jednolodní, zbudovaný nejspíše na přelomu 12. a 13. století. Dřevěné nosníky byly k původní stavbě pravděpodobně přistavěny během rekonstrukce, která se uskutečnila v 17. století, když byly zároveň zbourány venkovní galerie. V interiéru se nacházejí lavice, které pojmou asi 100 návštěvníků, kazatelna z roku 1712 a velký středověký krucifix ze 14. století.
Během archeologického průzkumu v letech 1962–1963 byly nalezeny zbytky starších staveb na místě kostela. V současnosti se v rødvenském kostele konají bohoslužby pouze v létě, jinak je častým místem konání svatebních obřadů.